# Еникенд (Агдашский район)
Енике́нд (азерб. Yenikənd) — село в Агдашском районе Азербайджана.

## Этимология
Название происходит от слов «ени» (новый) и слова «кенд» (село). В переводе на русский — Новое Село.

## История
Село основано в XX веке при Советской власти.
После реформы административного деления и упразднения уездов в 1929 году был образован Ашагы-Нейметабадский сельсовет в Агдашском районе Азербайджанской ССР.
Согласно административному делению 1977 года село Еникенд входило в Ашагы-Нейметабадский сельсовет Агдашского района Азербайджанской ССР.
В 1999 году в Азербайджане была проведена административная реформа и был учрежден Ашагы-Нейметабадско-Гариблинский муниципалитет Агдашского района.

## География
Через село протекает река Наметабадарх.
Село находится в 20 км от райцентра Агдаш и в 255 км от Баку. Ближайшая ж/д станция — Малай.
Высота села над уровнем моря — 21 м.

## Население
| Численность населения |
| 1979                  |
| --------------------- |
| 250                   |

Население преимущественно занимается выращиванием айвы.

## Климат
| Показатель                                             | Янв. | Фев. | Март | Апр. | Май  | Июнь | Июль | Авг. | Сен. | Окт. | Нояб. | Дек. | Год  |
| ------------------------------------------------------ | ---- | ---- | ---- | ---- | ---- | ---- | ---- | ---- | ---- | ---- | ----- | ---- | ---- |
| Средний суточный максимум, °C                          | 7,1  | 8,5  | 12,8 | 20,8 | 25,9 | 30   | 34   | 32,7 | 28,4 | 21,1 | 14,3  | 9,3  | 20,4 |
| Средняя температура, °C                                | 3,0  | 4,4  | 8,3  | 14,9 | 19,9 | 24,1 | 27,7 | 26,5 | 22,5 | 16,0 | 10,1  | 5,3  | 15,2 |
| Средний суточный минимум, °C                           | −1   | 0,3  | 3,9  | 9,1  | 14,0 | 18,3 | 21,4 | 20,3 | 16,7 | 11,0 | 6,0   | 1,3  | 10,1 |
| Норма осадков, мм                                      | 21   | 25   | 28   | 39   | 55   | 45   | 24   | 26   | 25   | 54   | 31    | 23   | 396  |
| Источник: https://en.climate-data.org/location/954960/ |      |      |      |      |      |      |      |      |      |      |       |      |      |

Среднегодовая температура воздуха в селе составляет +15.2 °C. В селе семиаридный климат.

## Инфраструктура
В селе расположена школа имени Р. Мамедова.